# Gmina związkowa Saarburg-Kell
Gmina związkowa Saarburg-Kell (niem. Verbandsgemeinde Saarburg-Kell) – gmina związkowa w Niemczech, w kraju związkowym Nadrenia-Palatynat, w powiecie Trier-Saarburg. Siedziba gminy związkowej znajduje się w miejscowości Saarburg. Powstała 1 stycznia 2019 z połączenia gminy związkowej Kell am See z gminą związkową Saarburg.

## Podział administracyjny
Gmina związkowa zrzesza 29 gmin, w tym jedną gminę miejską (Stadt) oraz 28 gmin wiejskich (Ortsgemeinde):
1. Ayl
2. Baldringen
3. Fisch
4. Freudenburg
5. Greimerath
6. Heddert
7. Hentern
8. Irsch
9. Kastel-Staadt
10. Kell am See
11. Kirf
12. Lampaden
13. Mandern
14. Mannebach
15. Merzkirchen
16. Ockfen
17. Paschel
18. Palzem
19. Saarburg, miasto
20. Schillingen
21. Schoden
22. Schömerich
23. Serrig
24. Taben-Rodt
25. Trassem
26. Vierherrenborn
27. Waldweiler
28. Wincheringen
29. Zerf